# Hipparchia miguelensis
Hipparchia miguelensis (Le Cerf, 1935) é uma espécie de borboleta pertencente ao grupo Satyrinae (sátiros) da família Nymphalidae, endémica nos Açores. Ocorre na floresta de altitude da ilha de São Miguel (entre 600 e 1000 m de altitude), estando ameaçada pela perda de habitat. 

## Descrição
A espécie aparenta depender de Festuca jubata para principal fonte de alimento.